# Хурмэн
Хурмэн (монг. Хүрмэн?, ᠬᠦᠷᠮᠡᠨ?, монг. Хүрмэн сум?, ᠬᠦᠷᠮᠡᠨ
ᠰᠤᠮᠤ?) — сомон монгольского аймака Умнеговь (Южно-Гобийского аймака). Центр — Цоохор — расположен в 61 км от центра аймака — города Даланзадгад и в 614 км от столицы страны — Улан-батора.
Площадь — около 12 390 кв. км. На территории сомона расположены горы Аргалант (2 099 м), Бага Аргалант, Баруун цохио, Дарцагт, Зуунсайхан (2 815 м), Их уул (1 380 м), Их Эрээн, Улзийт, Хадан ус, Хашаат, Хухморьт, большую часть занимают долины Бухтий, Далай, Жанжин, Сууж, Хадан ус; много солёных озёр. Имеются запасы свинца, угля, железной руды, драгоценных камней, химического и строительного сырья.
Граничит с сомонами Ханхонгор, Баяндалай, Номгон, сомонами аймака Хэнтий, имеет южную границу с автономным районом Внутренняя Монголия в КНР.
Животный мир представлен лисами, волками, манулами, косулями, зайцами, аргалами, дикими козами, тарбаганами. В 2010 году в сомоне насчитывалось 60 952 голов скота.
На территории сомона имеются школа, больница. 